# Richard Pánik
Richard Pánik, född 7 februari 1991, är en slovakisk professionell ishockeyspelare som spelar för New York Islanders i NHL.
Han har tidigare spelat på NHL-nivå för Detroit Red Wings, Washington Capitals, Arizona Coyotes, Chicago Blackhawks, Toronto Maple Leafs och Tampa Bay Lightning och på lägre nivåer för Toronto Marlies, Syracuse Crunch och Norfolk Admirals i AHL, HC Oceláři Třinec i Extraliga och Windsor Spitfires, Belleville Bulls och Guelph Storm i OHL.

## Karriär

### NHL

#### Tampa Bay Lightning
Pánik draftades i andra rundan i 2009 års draft av Tampa Bay Lightning som 52:a spelare totalt.
Tampa Bay Lightning kontrakterade honom till ett treårigt entry level kontrakt i maj 2011. I juli 2014 skrev han på ett nytt ettårskontrakt med Tampa Bay. I oktober samma år placerades han på waivers med avsikt att skickas till Syracuse Crunch i AHL, istället plockade Toronto Maple Leafs upp honom och han spelade resten av säsongen i Toronto.

#### Toronto Maple Leafs
1 juli 2015 skrev han på ett nytt ettårskontrakt med Maple Leafs.

#### Chicago Blackhawks
Efter en och en halv säsong byttes han i januari 2016 från Toronto till Chicago Blackhawks i utbyte mot Jeremy Morin. Den 15 juni samma år, ett par veckor innan han blev free agent, skrev han på ett ettårskontrakt med Blackhawks och mindre än ett år senare, den 11 maj 2017, skrev han på ett nytt tvåårskontrakt värt 5,6 miljoner dollar.

#### Arizona Coyotes
10 januari 2018 byttes han från Blackhawks till Arizona Coyotes tillsammans med Laurent Dauphin i utbyte mot Anthony Duclair och Adam Clendening.

#### Washington Capitals
Den 1 juli 2019 skrev han som free agent på ett fyraårskontrakt värt 11 miljoner dollar med Washington Capitals.

#### Detroit Red Wings
Den 12 april 2021 tradades han till Detroit Red Wings tillsammans med Jakub Vrána, ett draftval i första rundan i NHL-draften 2021 och ett draftval i andra rundan i NHL-draften 2022, i utbyte mot Anthony Mantha.

## Statistik
| 2007–2008        | HC Oceláři Třinec   | Extraliga        | 6   | 0  | 0  | 0   | 0   | —  | —  | — | —  | —  |
| 2008–2009        | HC Oceláři Třinec   | Extraliga        | 15  | 1  | 1  | 2   | 4   | 4  | 0  | 0 | 0  | 0  |
| 2009–2010        | Windsor Spitfires   | OHL              | 33  | 9  | 9  | 18  | 19  | —  | —  | — | —  | —  |
|                  | Belleville Bulls    | OHL              | 27  | 12 | 11 | 23  | 36  | —  | —  | — | —  | —  |
|                  | Norfolk Admirals    | AHL              | 5   | 0  | 1  | 1   | 0   | —  | —  | — | —  | —  |
| 2010–2011        | Belleville Bulls    | OHL              | 27  | 14 | 17 | 31  | 33  | —  | —  | — | —  | —  |
|                  | Guelph Storm        | OHL              | 24  | 13 | 12 | 25  | 42  | 6  | 1  | 2 | 3  | 10 |
| 2011–2012        | Norfolk Admirals    | AHL              | 64  | 19 | 22 | 41  | 62  | 18 | 5  | 1 | 6  | 23 |
| 2012–2013        | Tampa Bay Lightning | NHL              | 25  | 5  | 4  | 9   | 4   | —  | —  | — | —  | —  |
|                  | Syracuse Crunch     | AHL              | 51  | 22 | 19 | 41  | 81  | 16 | 9  | 5 | 14 | 59 |
| 2013–2014        | Tampa Bay Lightning | NHL              | 50  | 3  | 10 | 13  | 21  | 2  | 0  | 0 | 0  | 4  |
|                  | Syracuse Crunch     | AHL              | 13  | 3  | 8  | 11  | 8   | —  | —  | — | —  | —  |
| 2014–2015        | Toronto Maple Leafs | NHL              | 76  | 11 | 6  | 17  | 49  | —  | —  | — | —  | —  |
| 2015–2016        | Toronto Marlies     | AHL              | 33  | 9  | 16 | 25  | 34  | —  | —  | — | —  | —  |
|                  | Chicago Blackhawks  | NHL              | 30  | 6  | 2  | 8   | 6   | 6  | 0  | 3 | 3  | 6  |
| 2016–2017        | Chicago Blackhawks  | NHL              | 82  | 22 | 22 | 44  | 58  | 4  | 0  | 1 | 1  | 2  |
| 2017–2018        | Chicago Blackhawks  | NHL              | 37  | 6  | 10 | 16  | 26  |    |    |   |    |    |
|                  | Arizona Coyotes     | NHL              | 35  | 8  | 11 | 19  | 12  |    |    |   |    |    |
| 2018–2019        | Arizona Coyotes     | NHL              | 75  | 14 | 19 | 33  | 44  |    |    |   |    |    |
| NHL totalt       | NHL totalt          | NHL totalt       | 410 | 75 | 84 | 159 | 220 | 12 | 0  | 4 | 4  | 12 |
| AHL totalt       | AHL totalt          | AHL totalt       | 166 | 53 | 66 | 119 | 185 | 34 | 14 | 6 | 20 | 82 |
| Extraliga totalt | Extraliga totalt    | Extraliga totalt | 21  | 1  | 1  | 2   | 4   | 4  | 0  | 0 | 0  | 0  |
| OHL totalt       | OHL totalt          | OHL totalt       | 111 | 48 | 49 | 97  | 130 | 6  | 1  | 2 | 3  | 10 |